# George Villiers (4e comte de Jersey)
Pour les articles homonymes, voir George Villiers et Villiers.
George Bussy Villiers, 4e comte de Jersey, (9 juin 1735 - 22 août 1805, Tunbridge Wells) est un noble, pair, homme politique et courtisan anglais à la cour de George III.
Il est l'aîné des fils survivants de William Villiers (3e comte de Jersey) et de son épouse, Anne Egerton, fille de Scroop Egerton, 1er duc de Bridgewater et veuve de Wriothesley Russell (3e duc de Bedford).

## Carrière
Entre 1756 et la mort de son père en 1769, qui le conduit à la Chambre des lords, il est député à la Chambre des Communes sans interruption, en tant que député de Tamworth dans le Staffordshire, d'Aldborough dans le West Riding of Yorkshire et de Dover dans le Kent. Il suit le parti politique du duc de Grafton aux communes et aux lords. Il est Lord de l'amirauté de 1761 à 1763 et est admis au Conseil privé le 11 juillet 1765 et est vice-chambellan de 1765 à 1769.
Lors de son ascension à la pairie en 1769, il est nommé gouverneur de la chambre de George III (1769-1777) et occupe le poste de maître des Buckhounds (1782-1783) ainsi que d'autres postes à la cour jusqu'en 1800. À cause de ses manières courtoises, il est appelé le "Prince des Maccaronies".
Il est élu membre de la Society of Antiquaries en 1787.

## Famille
Lord Jersey épouse Frances Twysden chez son beau-père, dans la paroisse de St Martin-in-the-Fields le 26 mars 1770. Lady Jersey, qui a dix-sept ans de moins que son mari, devient l'une des maîtresses les plus notoires de George IV en 1793, alors qu'il est encore prince de Galles. Elle a 40 ans à l'époque et est plus d'une fois grand-mère.
Lord et Lady Jersey ont dix enfants:
- Charlotte Anne Villiers (1771-1808), épouse William Russell en 1789.
- Anne Barbara Frances Villiers (1772–1832), épouse William Henry Lambton.
- George Child Villiers (5e comte de Jersey) (1773–1859), épouse Sarah Sophia Fane, fille de John Fane (10e comte de Westmorland), et Sarah Anne Child, fille unique de Robert Child, principal actionnaire de la société bancaire Child &amp; Co.
- Caroline Elizabeth Villiers (1774-1835), épouse d'abord Henry Paget, 1er marquis d'Anglesey, et a un fils. Elle divorce devant les tribunaux écossais en 1809 et épouse en secondes noces George Campbell (6e duc d'Argyll).
- Georgiana Villiers est morte jeune.
- Sarah Villiers (née en 1779), épouse Charles Nathaniel Bayley en 1799.
- William Augustus Henry Villiers (1780-1813), décédé célibataire en Amérique, prend le nom de famille de Mansel en 1802, conformément au testament de Louisa Barbara, baronne Vernon.
- Elizabeth Villiers, morte célibataire en 1810.
- Frances Elizabeth Villiers (1786-1866), épouse John Ponsonby, 1er vicomte Ponsonby, en 1803.
- Harriet Villiers (1788–1870), épouse Richard Bagot, évêque d'Oxford, en 1806.